# Военные суды (Россия)
Военные суды Российской Федерации (до 21 апреля 1992 года — военный трибунал) — федеральные суды общей юрисдикции, входящие в судебную систему Российской Федерации, осуществляющие судебную власть в Вооруженных Силах Российской Федерации, других войсках, воинских формированиях и органах, в которых федеральным законом предусмотрена военная служба.

## История военных судов России
В 1716 году, в рамках создания регулярной армии и флота в России, Пётр I учредил своим указом «Правильный самостоятельный военный суд». Несколько позднее был утверждён Артикул воинский (первый отечественный военно-уголовный кодекс). 
В ходе военных реформ императора Александра II во второй половине XIX века была проведена и крупная военно-судебная реформа. 15 мая 1867 года был принят Военно-судебный устав и образована новая военно-судебная структура: полковые суды, военно-окружные суды и Главный военный суд. В состав окружных и Главного военного суда входили постоянные военные судьи, которые подбирались военным министром и назначались приказом императора. Чины для военно-судебного ведомства поставлялись из числа офицеров — выпускников специально созданной для их подготовки Александровской военно-юридической академии. Они приравнивались по своему положению к офицерам, окончившим Академию Генерального штаба.
После Октябрьской революции прежняя система военных судов была сломана полностью и заново создана новая. В РСФСР и Союзе ССР военные суды получили название «военные трибуналы». Они были учреждены в 1918 году при всех фронтах и в действующих армиях, а в 14 октября того же года приказом Реввоенсовета Республики был образован Революционный военный трибунал Республики. Первое Положение о военных трибуналах утверждено в 1919 году. В отсутствие уголовного законодательства (первые советские кодексы были приняты только в 1922 году) военные трибуналы периода гражданской войны (кроме них существовали революционные трибуналы для рассмотрения дел о преступлениях граждан) были большей частью карающими органами. В 1921 была образована Военная коллегия Революционного военного трибунала Республики, которая в январе 1923 года была включена в состав Верховного Суда РСФСР, а в апреле 1924 года — в состав Верховного Суда СССР.
В период Великой Отечественной войны (1941—1945 гг.) к подсудности военных трибуналов был передан из обычных судов большой круг деяний и лиц, их совершивших (например, они рассматривали дела о любых преступлениях, совершенных в местностях, объявленных на военном положении, любые дела о преступлениях работников железнодорожного, речного и морского транспорта, лицами, состоящих в народном ополчении и в истребительных формированих, в частях МПВО, в военизированной охране НКВД и другие). Также им было передано рассмотрение дел о злодеяниях на оккупированной территории, совершенных как изменниками Родины из числа советских граждан, так и военнослужащими германской армии и работниками оккупационной администрации. При каждой дивизии в действующей армии действовал военно-полевой суд (в мирное время низшей инстанцией были военные трибуналы в корпусах). Рассмотрение дел велось в сжатые сроки, как инструмент надзора за решениями судов было введено утверждение приговоров Военными советами армий и фронтов, единолично командирами корпусов и дивизий (с правом снижения тяжести приговора или его отмены). После окончания войны подсудность мирного времени была восстановлена.

## Статус
Особый правовой статус военных судов отмечается и тем, что в их подсудность входят все уголовные дела о преступлениях, совершенных сотрудниками ФСБ России, СВР России, ФСО России, ГУСП и других органов, в которых федеральным законом предусмотрена военная служба, а также гражданские дела по жалобам военнослужащих на действия данных органов.
В отличие от территориальных судов общей юрисдикции (районных, судов субъектов Российской Федерации), судьи военных судов обладают большей неприкосновенностью. Так, если в территориальных судах вопросы рекомендации на должность и прекращения полномочий входят в компетенцию квалификационных коллегий судей субъектов Российской Федерации, за исключением председателя судов субъектов Российской Федерации и его заместителей, чьи вопросы назначения и освобождения от должностей входят в компетенцию Высшей квалификационной коллегии судей Российской Федерации (ВККС), то в военных судах ВККС решает вопросы о рекомендации к назначению и прекращению полномочий председателей, заместителей председателей и судей гарнизонных военных судов (гарнизонный суд по юрисдикции приравнен к районному суду), а также всех судей и председателей окружных (флотских) военных судов (приравнены по юрисдикции к судам субъекта Российской Федерации).

## Реформирование системы военных судов
В Российской Федерации в 1992 году военные трибуналы переименованы в военные суды. Деятельность военных судов в настоящее время регулируется Федеральным конституционным законом от 23.06.1999 года N 1-ФКЗ «О военных судах Российской Федерации» (с внесёнными в него позднее изменениями и дополнениями).
До недавнего времени судьями военных судов были только лишь военнослужащие, имеющие воинское звание офицера, проходящие военную службу по контракту, и отвечающие всем общим требованиями, предъявляемым к федеральным судьям. Однако в настоящее время в связи с принятием Федерального конституционного закона от 29 июня 2009 года № 3-ФКЗ «О внесении изменений и дополнений в Федеральный конституционный закон „О военных судах Российской Федерации“», судьями военных судов являются гражданские лица. При этом, хотя наличие воинского звания офицера запаса (и следовательно военного образования) учитывается при назначении судей военных судов, тем не менее наличие офицерского звания и военного образования в настоящее время не обязательно.

## Система военных судов
В систему военных судов входят:
- Кассационный военный суд
- Апелляционный военный суд
- Окружные (флотские) военные суды
- Гарнизонные военные суды

## Подсудность
Подсудность в СССР устанавливалась Указами Президиума Верховного Совета СССР:
- Указ Президиума Верховного Совета СССР от 13 декабря 1940 года «Об изменении подсудности военных трибуналов»
- Указ Президиума Верховного Совета СССР от 11 сентября 1953 г. «Об изменении подсудности военных трибуналов»

Подсудность в Российской Федерации устанавливается в статье 7 Федерального конституционного закона от 23 июня 1999 года № 1-ФКЗ «О военных судах Российской Федерации» (с изменениями и дополнениями). Согласно этой статье, военным судам подсудны:
- гражданские и административные дела о защите нарушенных и (или) оспариваемых прав, свобод и охраняемых законом интересов военнослужащих Вооруженных Сил Российской Федерации, других войск, воинских формирований и органов (далее — военнослужащие), граждан, проходящих военные сборы, от действий (бездействия) органов военного управления, воинских должностных лиц и принятых ими решений;
- дела о преступлениях, в совершении которых обвиняются военнослужащие, граждане, проходящие военные сборы, а также граждане, уволенные с военной службы, граждане, прошедшие военные сборы, при условии, что преступления совершены ими в период прохождения военной службы, военных сборов;
- дела об административных правонарушениях, совершенных военнослужащими, гражданами, проходящими военные сборы;
- дела о преступлениях террористического и экстремистского характера, если существует реальная угроза личной безопасности участников судебного разбирательства, их близких и родственников.